# Project Hail Mary
Project Hail Mary is een sciencefictionroman uit 2021 van Andy Weir. Het is zijn derde roman, na The Martian uit 2011 en Artemis uit 2017. Het speelt zich af in de toekomst en gaat over de astronaut en leraar Ryland Grace die lijdt aan geheugenverlies na een coma. Zijn herinneringen komen geleidelijk terug. Hij is onderweg naar het Tau Ceti-zonnestelsel, 12 lichtjaar van de aarde, om de oorzaak te vinden van een gebeurtenis die het uitsterven van de mensheid zou kunnen veroorzaken.
Het verhaal is geschreven in een mengeling van zowel flashbacks naar de gebeurtenissen uit de tijd voor de lancering en de reden van het Hail Mary- ruimtevaartuig als de huidige gebeurtenissen aan boord. Net als de eerste roman van Andy Weir is de hoofdpersoon alleen in een vreemde omgeving.
Ryan Gosling kondigde in maart 2020 aan dat hij van plan was de verfilming van het boek te produceren en erin te spelen.
Het boek is vertaald door Frank van der Knoop.